# Джон Арбакл
Джонатан К. Арбакл — вымышленный персонаж из комикса Джима Дэвиса «Гарфилд». Он также появляется в мультсериалах «Гарфилд и друзья» и «Шоу Гарфилда», двух художественных фильмах с живыми актёрами и компьютерной графикой и в трех полностью компьютерных фильмах.
Джон — владелец Гарфилда и Оди, над которым он часто, но сам того не зная, издевается. Карикатурист по профессии, он в основном представлен как комичный, неуклюжий компьютерщик, который не обращает внимания на общество, особенно когда дело касается женщин.

## Разработка
Персонаж Джона Арбакл изначально был задуман Джимом Дэвисом как суррогат автора и был основным персонажем комикса «Джон», созданного Дэвисом 8 января 1976 года и распространенного на местном уровне в газете штата Индиана The Pendleton Times. Джон представил Джона Арбакла вместе со своим домашним котом Гарфилдом и собакой по имени «Спот», которая в конечном итоге превратилась в «Оди». В конце концов Дэвис решил заменить Джона на Гарфилда в качестве главного героя, а переименованная полоса Гарфилда достигла национального распространения в 1978 году.

## Вымышленная биография
Джон сказал Гарфилду, что ему было 29 лет в стрипе от 23 декабря 1980 года. Однако в эпизоде «T3000» Шоу Гарфилда ему 22 года.
Джон может иметь итальянское происхождение, поскольку у него есть итальянский предок по имени Тони Арбуккли. 
Он и его домашние животные живут в родном городе Джима Дэвиса, Манси, штат Индиана, согласно телевизионным программам «Гарфилд отправляется в Голливуд» и «С Днем Рождения, Гарфилд».

### Род занятий и хобби
В первом стрипе Джон представлен как карикатурист. «Гарфилд и друзья» также несколько раз показывают его как карикатуриста. В «Шоу Гарфилда» он занимается карикатуризмом. Кроме того, в стрипе от 2 мая 2010 года Лиз рассказывает своим родителям, что Джон — карикатурист. Джона также ненадолго видели за работой в стрипе от 2 августа 2015 года.
Он умеет играть на аккордеоне, волынке, гитаре, банджо и бонго, а также петь, хотя его музыкальные способности не самые лучшие.

### Семья
Джон вырос на ферме и иногда навещает свою мать, отца, бабушку по отцовской линии и брата Дока Боя, которые живут на ферме, обычно на Рождество.
Джон живёт со своими домашними животными Гарфилдом и Оди.
Джон приобрел Гарфилда в зоомагазине.
Джон приобрел Оди, когда Лайман, его старый друг (и первоначальный владелец Оди), переехал к нему и Гарфилду. Через несколько лет Лайман исчез с полосы, и больше о нём никто не слышал. Книга «Двадцать лет и все ещё пинает», посвященная двадцатому году жизни Гарфилда, включала пародии на то, как ушел Лайман, например, «Обедал с Джимми Хоффой, а потом…». Лайман действительно появляется в эпизоде Шоу Гарфилда, во время которого Джон отправляется его искать. Оди возвращается в Лайману, но в конце возвращается к Гарфилду.

### Личность
До встречи с Лиз, Джону постоянно не удавалось встречаться ни с одной женщиной. Частично это произошло из-за нелепых манер пикапа, отсутствия социальных навыков, всего его гардероба, состоящего из невероятно странных, ярких нарядов, и его общей неловкости. Постоянная шутка: Гарфилд возвращается с новогодней вечеринки и спрашивает, как одинокому Джону понравился его телефильм и попкорн из микроволновки. Каждую пятницу вечером он приглашал Гарфилда принять участие в его пятничных вечеринках вместо того, чтобы приглашать ту женщину, с которой он пытался познакомиться. В противном случае он бы просто смотрел на свой телефон, тщетно отчаянно ожидая, пока ему позвонит женщина. Странность и ужасное чувство моды Джона часто становились предметом насмешек обычно со стороны Гарфилда.
Джон давно влюблен в ветеринара Гарфилда, доктора Лиз Вилсон. Хотя у неё невозмутимый и сардонический характер, иногда она находит диковинное и дурацкое поведение Джона милым. Джон часто пытается пригласить её на свидание, но ему редко это удается, обычно из-за отсутствия у него чувства моды, в результате чего Гарфилд высмеивает его неудачу; однако в расширенной сюжетной линии с 20 июня по 29 июля 2006 года Лиз наконец призналась, что влюблена в него и с этого момента стала его девушкой. Ещё в 1982 году Дэвис предположил, что в конечном итоге объединит Джона и Лиз как пару.
Несмотря на его несколько робкий и честный характер, Джон иногда оказывается весьма напористым в отношении Гарфилда и друзей. Кроме того, он демонстрирует склонность к скупости, поскольку Гарфилд упоминает, как Джон теряет сознание, увидев тарифы на парковочном счетчике.

## Характеристика
Многие черты характера Джона схожи с его автором Джимом Дэвисом, который также является карикатуристом, выросшим на ферме и родившимся 28 июля.

## Приём
Джон Арбакл был признан номером один в списке «Самых депрессивных персонажей комиксов» блога Best Week Ever.

## Другие СМИ

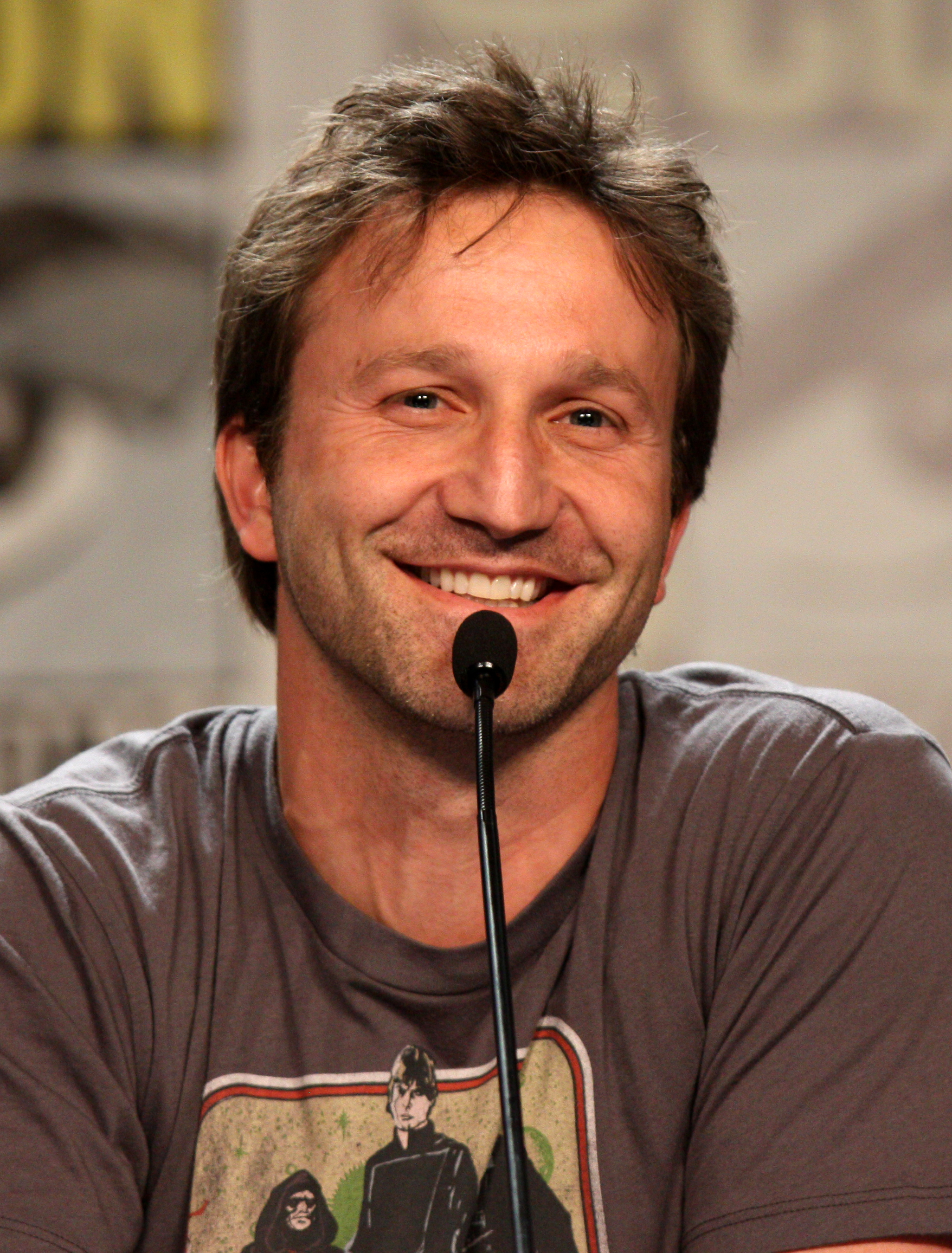
Брекин Мейер изображает Джона Арбакла в художественных экранизациях.

- Первое анимационное появление Джона состоялось в специальном выпуске канала CBS 1980 года «Фантастические шутки», когда его озвучил Том Хьюдж. Джона озвучила Сэнди Кеньон в первом анимационном телевизионном выпуске («А вот и Гарфилд»), прежде чем Хьюг вернулся к персонажу во всех более поздних выпусках, а также в «Гарфилде и друзьях». Брекин Мейер сыграл Джона в компьютерных анимационных фильмах «Гарфилд: Кино» и «Гарфилд: Хвост двух котят». В фильмах «Гарфилд становится реальностью», «Garfield’s Fun Fest» и «Garfield’s Pet Force» его озвучил Уолли Вингерт. Уолли также озвучивает Джона в «Шоу Гарфилда».
- Точно так же «Гарфилд минус Гарфилд» полностью удаляет всех остальных персонажей и просто показывает, как Джон разговаривает сам с собой. Поклонники отметили «одиночество и отчаяние» Джона и нашли его «сумасшедшие выходки» юмористическими; Сам Джим Дэвис назвал ленты Дэна Уолша (автора книги «Гарфилд минус Гарфилд») «вдохновляющим занятием» и сказал, что «некоторые ленты работают лучше, чем оригиналы».[17][18]